# チョン・ウヒ
チョン・ウヒ（천우희、1987年4月20日 - ）は、韓国の女優。
2004年の映画『恋する神父』に出演して演技活動を開始し、2011年の映画『サニー 永遠の仲間たち』の演技で注目を浴び、2014年に公開された『ハン・ゴンジュ 17歳の涙』では主役を演じ、青龍映画賞主演女優賞を受賞した。

## 経歴
1987年4月20日、京畿道利川市で1男1女の長女として生まれた。3歳年上の兄がいる。高校では演劇部に所属し、京畿大学校演技学科を卒業した。
2009年に公開されたポン・ジュノ 監督の映画『母なる証明』のオーディションで主人公トジュンの友人ジンテのガールフレンド、ミナ役にキャスティングされ本格的な演技活動を開始した。この作品ではベッドシーンも披露している。2011年に公開されたカン・ヒョンチョル監督の映画『サニー 永遠の仲間たち』では、イ・サンミ役で出演し、大鐘賞と青龍映画賞助演女優賞候補にノミネートされた。
以降、2014年3月に公開された映画『優しい嘘』に出演したのち、4月に公開された女子中学生集団性暴行事件を描いた映画『ハン・ゴンジュ 17歳の涙』で、主演のハン・ゴンジュを演じた。3億ウォンにも満たない低予算で製作されたこの映画はマラケシュ国際映画祭、ロッテルダム国際映画祭などの国際映画祭で相次いで最高賞を受賞して公開前から話題になった。彼女はこの映画で第35回青龍映画賞主演女優賞を受賞した。

## 主な出演作品

### 映画
- 恋する神父（2004年）
- ハーブ（2007年）
- 母なる証明（2009年） - ミナ 役
- イパネマの少年（2010年）
- サニー 永遠の仲間たち（2011年） - イ・サンミ 役
- ハナ 〜奇跡の46日間〜（2012年） - ヒョン・ジョンファの妹 役
- 사이에서（2012年）日本未公開
- 26年（2012年） カメオ出演、日本未公開
- 優しい嘘（2014年）
- ハン・ゴンジュ 17歳の涙（2014年） - ハン・ゴンジュ 役
- タチャ〜神の手〜（2014年）
- 明日へ（2014年） - ミジン 役
- ビューティー・インサイド（2015年） - ウジン 役
- 笛を吹く男（2015年）
- 哭声/コクソン（2016年） - 目撃者ムミョン 役
- 愛を歌う花（2016年） - ソ・ヨニ 役
- ワン・デイ 悲しみが消えるまで（2017年） - タン・ミソ 役
- 王の預言書（2018年）
- なまず（2018年） - なまず 役（声の出演）
- 悪の偶像（2019年） - リョナ 役
- めまい 窓越しの想い（2020年） - ソヨン 役
- 雨とあなたの物語（2021年） - ソヒ 役
- 死を告げる女（2022年） - セラ 役
- スマホを落としただけなのに（2023年） - ナミ 役　Netflix配信

### テレビドラマ
- 恋愛マニュアル〜まだ結婚したい女（2010年、MBC） - シニョンの後輩 役
- ヴァンパイア☆アイドル（2011年-2012年、MBN） - ウヒ 役
- 抜群な女（2014年、WEB） - チョン・ウヒ 役
- アルゴン〜隠された真実〜（2017年、tvN） - イ・ヨンファ 役
- 恋愛体質〜30歳になれば大丈夫（2019年、JTBC） - イム・ジンジュ 役
- 有益な詐欺（2023年、tvN） - イ・ロウム 役
- ヒーローではないけれど（2024年） - ト・ダヘ 役
- The 8 Show 〜極限のマネーショー〜（2024年） - セラ 役

## 受賞経歴
- 第35回青龍映画賞主演女優賞（2014年）
- 第14回ディレクターズカット授賞式 新人女優賞（2014年）
- 第34回韓国映画評論家賞　主演女優賞（2014年）
- 第6回今年の映画賞 発見賞（2015年）
- 第51回百想芸術大賞 映画部門新人演技賞（2015年）